# Ikayaki
Ikayaki (jap. いか焼き, イカ焼き lub 烏賊焼 pieczone kałamarnice, kalmary) – popularny fast food w Osace w Japonii. 

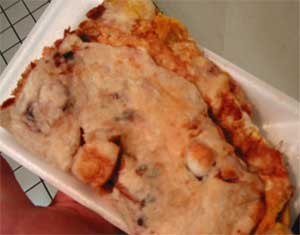
Ikayaki (Osaka)

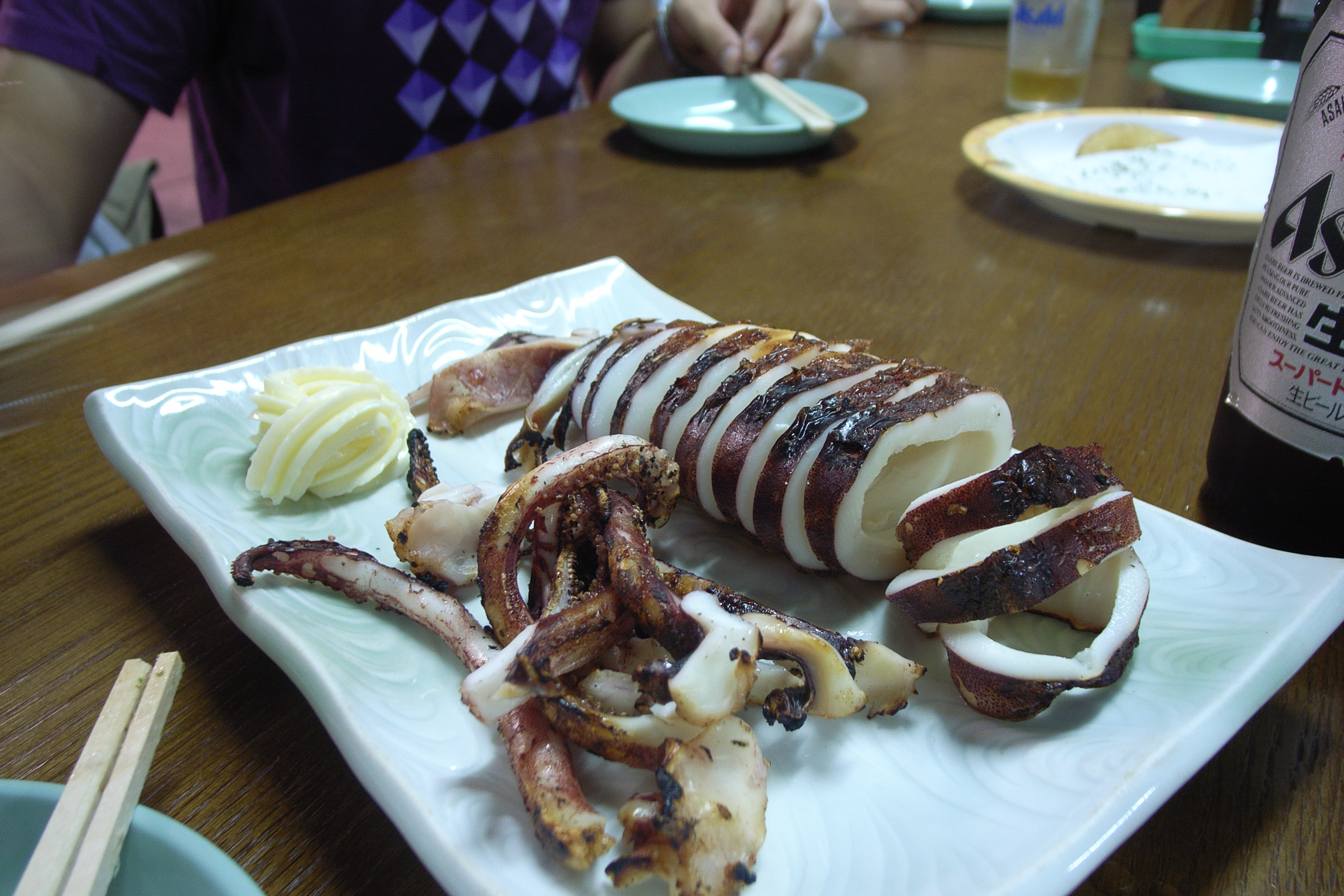
Ikayaki (Tokyo)

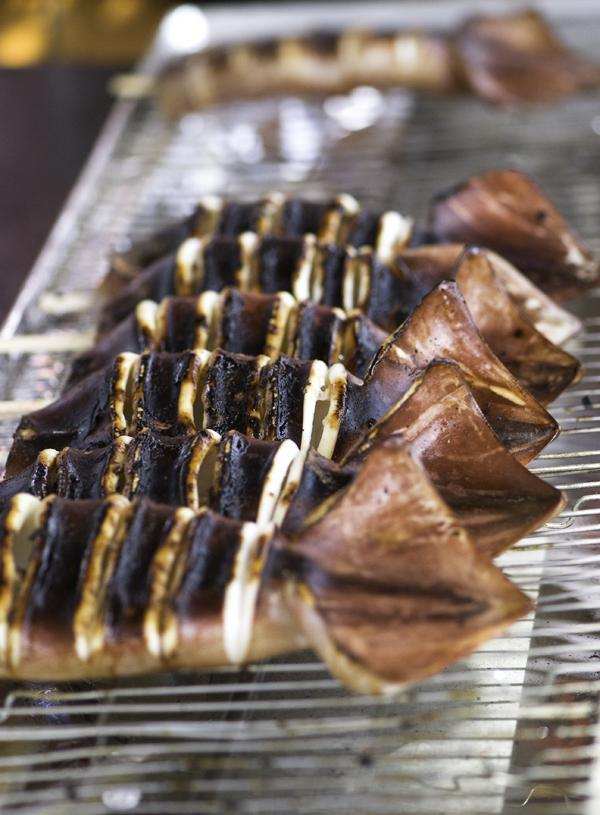
Ikayaki (Tokyo)

Zawinięte twarde ciasto crêpe i rozdrobnione kałamarnice, sos i niekiedy jajka.